# بخش مرکزی شهرستان محلات
بخش مرکزی شهرستان محلات تنها بخش شهرستان محلات در استان مرکزی ایران است.

## دهستان‌ها
- دهستان خورهه
- دهستان نخجیروان

نقاط شهری: محلات و نیمور.

## جمعیت
بنابر سرشماری مرکز آمار ایران، جمعیت بخش مرکزی شهرستان محلات در سال ۱۳۹۵ برابر با ۵۵٬۳۴۲ نفر بوده است.